# Kari Vinje
Kari Vinje född 1931, är en norsk författare, bosatt i Mandal. Hon har skrivit barnböcker, ofta med ett kristet budskap. Hon är kanske mest känd för att ha skrivit om flickan (Kamilla) och tjuven (Sebastian) som utgjorde underlag till filmerna Kamilla og tyven (1988) och Kamilla og tyven II (1989).